# Lockheed YF-12
Il Lockheed YF-12A era un prototipo per un aereo da intercettazione ad altissime prestazioni, sviluppato partendo dal Lockheed A-12. Dopo alcune valutazioni da parte dell'USAF, a causa dei suoi alti costi, il programma venne cancellato e gli aerei furono utilizzati dalla NASA fino al 1979.

## Sviluppo
La base di partenza per lo sviluppo dell'YF-12 fu l'aereo spia Lockheed A-12, progettato in particolare per le esigenze della CIA. Questo era un aereo da ricognizione strategica capace di volare in modo continuo alla velocità di Mach 3.0, ed in un certo senso la Lockheed fu piuttosto abile ad attirare l'attenzione delle forze armate americane su questa macchina. In precedenza, infatti, vi era stata la cancellazione del programma relativo all'XF-108, un caccia da Mach 3 che avrebbe dovuto ricoprire un duplice ruolo: sostituire l'F-106 Delta Dart come intercettore per la difesa aerea nazionale, e accompagnare il B-70 Valkyrie (se fosse entrato in servizio) come caccia di scorta.
Il progetto della Lockheed era stato elaborato da Clarence L. "Kelly" Johnson. Rispetto all'XF-108, tale realizzazione aveva dalla sua il fatto che era ampiamente basata su una macchina che era già in fase di sviluppo, e questo avrebbe dovuto comportare dei costi sensibilmente minori. Quindi, nel 1960, l'USAF decise di utilizzare la stessa linea di produzione dell'A-12: l'11°, il 12° ed il 13º esemplare che sarebbero usciti da tale linea sarebbero stati completati nella configurazione da intercettore, che ricevette il nome di YF-12A.

Il primo volo della nuova macchina ebbe luogo il 7 agosto 1963, un anno dopo l'A-12. Tuttavia, il programma venne portato avanti con una certa segretezza, tanto che l'esistenza dell'aereo non fu rivelata ufficialmente fino al 29 febbraio 1964. Nel luglio dello stesso anno, venne presentato all'USAF un simulacro della versione definitiva, che avrebbe dovuto ricevere il nome di F-12B.

Le prove di valutazione dei tre prototipi continuarono, e durante uno dei test, il 1º maggio 1965, uno degli YF-12A raggiunse la velocità di 3 331,505 km/h, ad un'altezza di 24 462,6 metri: questo strepitoso risultato dimostrò chiaramente le caratteristiche uniche che aveva questo aereo. Anche i lanci dei missili si svolsero senza inconvenienti.

Per le sue eccezionali prestazioni, l'aereo incontrò il favore dei vertici dell'USAF: nel 1965, venne emesso un ordine per ben 93 esemplari della versione F-12B, che era chiamato anche IMI (Improved Manned Interceptor, ovvero intercettore pilotato migliorato). Tuttavia, nel 1966, il programma fu interrotto: infatti, il Segretario della Difesa degli Stati Uniti Robert McNamara negò i 90 milioni di dollari necessari per il proseguimento.

Nello stesso anno, ci fu anche il primo incidente in cui rimase coinvolto un YF-12A: infatti, il 14 agosto, l'esemplare MM 60-6934 rimase seriamente danneggiato a causa di un incidente. Comunque, il pilota collaudatore Bill Park era riuscito ad eiettarsi in tempo.

Gli altri due prototipi continuarono comunque a svolgere una limitata attività di valutazione fino al 1º febbraio 1968, quando il programma F-12B venne definitivamente cancellato.

L'interruzione del programma fu dovuta, probabilmente, al fatto che gli altissimi costi non erano giustificabili per un aereo con tali caratteristiche: infatti, l'Unione Sovietica non aveva bombardieri con prestazioni tali che richiedessero velocità di intercettazione nell'ordine dei Mach 3.

## Tecnica
Come detto in precedenza, l'YF-12A era ampiamente basato sul progetto del Lockheed A-12, tanto che la linea di montaggio era la stessa. Il materiale utilizzato per la costruzione della cellula era soprattutto il titanio. Tuttavia, vennero effettuate alcune modifiche. In particolare, fu necessario approntare diversi cambiamenti al muso dell'aereo, in modo da permettere l'installazione del radar Hughes AN/ASG-18, che era stato originariamente progettato per l'XF-108. Inoltre, furono aggiunti anche due vani laterali, che avevano lo scopo di ospitare i sensori IRST. L'aereo era biposto, visto che occorreva un secondo membro dell'equipaggio come navigatore e controllore del radar di tiro.

Le modifiche al muso cambiarono l'aspetto dell'aereo, e così pure l'aerodinamica: i cambiamenti furono tali da richiedere il montaggio di alette ventrali sotto la fusoliera e sotto alle gondole dei motori in modo da mantenere la stabilità.

L'impianto propulsivo era costituito da due turboreattori a ciclo statoreattore parziale Pratt & Whitney J58-P-4 da 91,2 kN (14 747 kg) con postbruciatore al decollo, che consentivano all'aereo di avere una velocità elevatissima. Nello specifico:
- velocità massima di crociera: 3 185 km/h (Mach 3.0)
- velocità massima continua: 3 529 km/h (Mach 3.324)
- velocità massima: 3 716 km/h (Mach 3.5)

I 38 400 litri di carburante JP-7 consentivano un'autonomia di 4 023 km, che poteva essere incrementata dal rifornimento in volo. La tangenza massima era di 25 900 metri.

L'armamento era costituito da tre missili a lungo raggio Hughes AIM-47 Falcon, che furono sistemati nelle insenature che ospitavano solitamente l'equipaggiamento da ricognizione. Vi furono anche numerosi lanci sperimentali, ed in seguito alla buona riuscita di questi l'YF-12A detiene il record di essere l'aereo da guerra che ha compiuto missioni di combattimento simulato con la velocità massima più elevata mai registrata: lanciò un missile contro un bersaglio telecomandato alla velocità di 3 298 km/h.

## Attività con la NASA
Le altissime prestazioni dell'aereo interessarono, ovviamente, la NASA, che mise a disposizione alcuni tecnici per collaborare con la Lockheed e l'USAF nell'ambito delle prove aerodinamiche ancora prima della cancellazione del programma. Il 5 giugno 1969, comunque, USAF e NASA siglarono un protocollo in base al quale l'ente spaziale poteva utilizzare i due YF-12, che erano fermi da circa un anno a causa dell'interruzione delle attività di valutazione. I due esemplari erano quelli con MM 60-6935 e 60-6936.

L'attività con la NASA cominciò l'11 dicembre 1969, quando l'esemplare MM 60-9636 iniziò un ciclo di voli nell'ambito di un programma che aveva lo scopo di sviluppare eventuali manovre e tattiche evasive che i bombardieri avrebbero potuto utilizzare per evitare i missili a lungo raggio. Quindi furono effettuati alcuni lanci simulati di AIM-47 Falcon. Tale attività si interruppe il 24 giugno 1971, quando, al 63° volo, poco prima dell'atterraggio, l'aereo prese fuoco a causa di una perdita di combustibile. Pilota e navigatore riuscirono a salvarsi, eiettandosi in tempo.

L'altro esemplare (MM 60-9635) fu impiegato in un ulteriore programma, costituito da 22 voli, che terminò il 16 giugno 1970. Si trattava di ricerche di tipo aerodinamico, che avrebbero dovuto essere utili alla Boeing per la realizzazione (mai avvenuta) di un aereo da trasporto supersonico per utilizzo commerciale. Inoltre, vennero condotte anche alcune esperienze che si rivelarono utili per la messa a punto del B-1 Lancer. A partire dal 22 marzo 1971, l'aereo fu poi utilizzato in un altro programma di quattro missioni, che aveva lo scopo di verificare la possibilità di rimuovere la pinna ventrale ribaltabile senza compromettere la stabilità direzionale dell'aereo.

La perdita dell'esemplare MM 60-9636 avrebbe potuto creare grossi problemi alla NASA, che necessitava di due aerei per rispettare il programma dei voli. Quindi, il 16 luglio 1971 ottenne dall'USAF un SR-71A (MM 64-17951) che fu reimmatricolato per ragioni di riservatezza 60-6937 ed indicato come YF-12C.

In generale, gli YF-12 furono di grande utilità alla NASA. Infatti, grazie alle prestazioni di questi aerei furono possibili scoperte sull'aerodinamica di notevole importanza. Inoltre, NASA, Honeywell e Lockheed realizzarono un sistema di autodiagnosi molto sofisticato, che fu adottato sull'intera flotta degli SR-71 di serie.

I due aerei superstiti terminarono la loro attività operativa alla fine degli anni settanta. L'YF-12A terminò la sua attività il 31 ottobre 1979, al 145°. Il 17 novembre successivo l'aereo fu trasferito presso il museo dell'USAF. L'YF-12C fu utilizzato fino all'8 settembre 1978, quando effettuò il volo numero 88. Poi fu riconsegnato alla Lockheed e conservato presso lo stabilimento di Palmdale (California). Oggi è al Pima Air Museum di Tucson.

## Riepilogo sulle versioni
- YF-12A: prototipo costruito in tre esemplari. Utilizzato per attività di valutazione dalla NASA fino al 1979.
- F-12B: versione di serie della quale furono ordinati 93 esemplari. Nessuno di questi venne costruito a causa della cancellazione del programma.
- YF-12C: designazione fittizia di un SR-71 di serie utilizzato dalla NASA per attività sperimentale.

## Utilizzatori

### Militari
Stati Uniti
- United States Air Force

### Governativi
Stati Uniti
- NASA

## Cultura di massa
- In ambito videoludico, il Lockheed YF-12 compare nei videogiochi Tom Clancy's H.A.W.X.[3], Deadly Skies III e Tom Clancy's H.A.W.X. 2.